# یوری مورکوه
یوری مورکوه (انگلیسی: Jori Mørkve؛ زادهٔ ۲۹ دسامبر ۱۹۸۰) ورزشکار دوگانه اهل نروژ است.

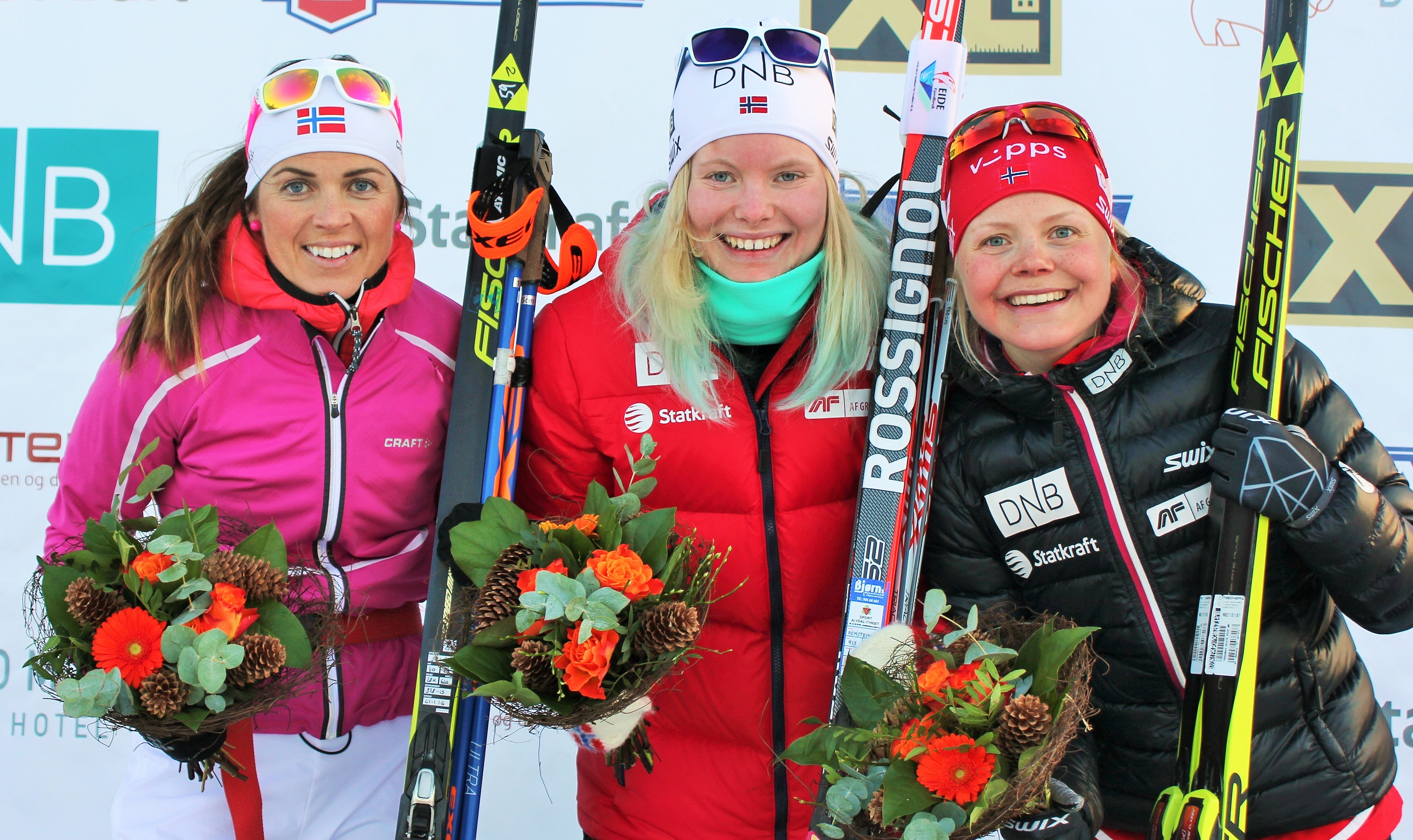